# World Games 2017/Teilnehmer (Kasachstan)
| Gelbes Symbol für Goldmedaillen mit stilisierten Olympischen Ringen | Graues Symbol für Silbermedaillen mit stilisierten Olympischen Ringen | Braundes Symbol für Bronzemedaillen mit stilisierten Olympischen Ringen |
| ------------------------------------------------------------------- | --------------------------------------------------------------------- | ----------------------------------------------------------------------- |
| 1                                                                   | —                                                                     | 2                                                                       |

Kasachstan nahm in Breslau an den World Games 2017 teil. Die Delegation bestand aus 16 Athleten.

## Medaillengewinner

### Gold
| Name             | Sportart  | Wettkampf |
| ---------------- | --------- | --------- |
| Elaman Sayasatov | Muay Thai | 54 kg     |

### Bronze
| Name                | Sportart       | Wettkampf          |
| ------------------- | -------------- | ------------------ |
| Almaz Sarsembekov   | Muay Thai      | 57 kg              |
| Nurlan Yeshmakhanov | Kraftdreikampf | Superschwergewicht |

## Teilnehmer nach Sportarten

### Jiu Jitsu
| Athleten                  | Wettbewerb     | Vorrunde   | Vorrunde | Vorrunde      | Vorrunde | Achtelfinale  | Achtelfinale  | Viertelfinale | Viertelfinale | Halbfinale    | Halbfinale    | Finale / Platz 3 | Finale / Platz 3 | Rang          |
| Athleten                  | Wettbewerb     | Gegner     | Ergebnis | Gegner        | Ergebnis | Gegner        | Ergebnis      | Gegner        | Ergebnis      | Gegner        | Ergebnis      | Gegner           | Ergebnis         | Rang          |
| ------------------------- | -------------- | ---------- | -------- | ------------- | -------- | ------------- | ------------- | ------------- | ------------- | ------------- | ------------- | ---------------- | ---------------- | ------------- |
| Männer                    |                |            |          |               |          |               |               |               |               |               |               |                  |                  |               |
| Saparmurat Nurmukhanbetov | 77 kg Fighting | Ilia Borok | 3:9      | Andreas Knebl | 8:16     | ausgeschieden | ausgeschieden | ausgeschieden | ausgeschieden | ausgeschieden | ausgeschieden | ausgeschieden    | ausgeschieden    | ausgeschieden |

### Karate
| Athleten         | Wettbewerb   | Vorrunde          | Vorrunde         | Vorrunde         | Vorrunde         | Vorrunde         | Vorrunde         | Halbfinale       | Halbfinale       | Finale / Platz 3 | Finale / Platz 3 | Rang             |
| Athleten         | Wettbewerb   | Gegner            | Ergebnis         | Gegner           | Ergebnis         | Gegner           | Ergebnis         | Gegner           | Ergebnis         | Gegner           | Ergebnis         | Rang             |
| ---------------- | ------------ | ----------------- | ---------------- | ---------------- | ---------------- | ---------------- | ---------------- | ---------------- | ---------------- | ---------------- | ---------------- | ---------------- |
| Männer           |              |                   |                  |                  |                  |                  |                  |                  |                  |                  |                  |                  |
| Rinat Sagandykov | Kumite 67 kg | nicht angetreten  | nicht angetreten | nicht angetreten | nicht angetreten | nicht angetreten | nicht angetreten | nicht angetreten | nicht angetreten | nicht angetreten | nicht angetreten | nicht angetreten |
| Yermek Ainazarov | Kumite 75 kg | Maciej Bouszewski | 3:1              | Thomas Scott     | 0:4              | Stanislav Horuna | 0:4              | ausgeschieden    | ausgeschieden    | ausgeschieden    | ausgeschieden    | ausgeschieden    |

### Kickboxen
| Athleten          | Wettbewerb | Viertelfinale | Viertelfinale | Halbfinale    | Halbfinale    | Finale / Platz 3 | Finale / Platz 3 | Rang          |
| Athleten          | Wettbewerb | Gegner        | Ergebnis      | Gegner        | Ergebnis      | Gegner           | Ergebnis         | Rang          |
| ----------------- | ---------- | ------------- | ------------- | ------------- | ------------- | ---------------- | ---------------- | ------------- |
| Frauen            |            |               |               |               |               |                  |                  |               |
| Shara Khamzina    | K1 60 kg   | Nabila Tabit  | 0:3           | ausgeschieden | ausgeschieden | ausgeschieden    | ausgeschieden    | ausgeschieden |
| Männer            |            |               |               |               |               |                  |                  |               |
| Yersultan Bekenov | K1 +91 kg  | Guto Inocente | 0:3 RSC       | ausgeschieden | ausgeschieden | ausgeschieden    | ausgeschieden    | ausgeschieden |

### Kraftdreikampf
| Athleten            | Wettbewerb         | Kniebeugen (kg) | Bankdrücken (kg) | Kreuzheben (kg) | Gesamt (kg) | Punkte | Rang   |
| ------------------- | ------------------ | --------------- | ---------------- | --------------- | ----------- | ------ | ------ |
| Männer              |                    |                 |                  |                 |             |        |        |
| Andrey Prokopenko   | Mittelgewicht      | 327,5           | 237,5            | 302,5           | 867,5       | 621,82 | 4      |
| Nurlan Yeshmakhanov | Superschwergewicht | 390,0           | 290,0            | 365,0           | 1045,0      | 603,70 | Bronze |

### Muay Thai
| Athleten          | Wettbewerb | Viertelfinale     | Viertelfinale | Halbfinale       | Halbfinale    | Finale                | Finale                    | Rang          |
| Athleten          | Wettbewerb | Gegner            | Ergebnis      | Gegner           | Ergebnis      | Gegner                | Ergebnis                  | Rang          |
| ----------------- | ---------- | ----------------- | ------------- | ---------------- | ------------- | --------------------- | ------------------------- | ------------- |
| Männer            |            |                   |               |                  |               |                       |                           |               |
| Elaman Sayasatov  | 54 kg      | Przemys Kmiecik   | 30:27         | Aslanbek Zikreev | 30:27         | Kevin Martinez        | 30:27                     | Gold          |
| Almaz Sarsembekov | 57 kg      | Phillip Delarmino | 30:27         | Wiwat Khamtha    | 27:30         | Kostiantyn Trishyn    | 10:9 RSC-B                | Bronze        |
| Abil Galiyev      | 63,5 kg    | Igor Liubchenko   | 9:10 RSC-OC   | ausgeschieden    | ausgeschieden | ausgeschieden         | ausgeschieden             | ausgeschieden |
| Kazbek Sagyndykov | 67 kg      | Jarred Rothwell   | Sieg durch KO | Vladimir Kuzmin  | 20:18 RSC-I   | Anueng Khatthamarasri | Niederlage durch Walkover | 4             |

RSC-OC = Referee Stopping Contest – Out Class
RSC-B = Referee Stopping Contest – Hit to Body
RSC-I = Referee Stopping Contest – Injury

### Orientierungslauf
| Athleten          | Wettbewerb    | Zeit         | Rang |
| ----------------- | ------------- | ------------ | ---- |
| Frauen            |               |              |      |
| Elmira Moldasheva | Sprint        | 19:25,90 min | 36   |
| Elmira Moldasheva | Mittelstrecke | 57:47,00 min | 35   |

### Rhythmische Sportgymnastik
| Athleten          | Wettbewerb | Qualifikation | Qualifikation | Finale        | Finale        | Rang          |
| Athleten          | Wettbewerb | Punkte        | Rang          | Punkte        | Rang          | Rang          |
| ----------------- | ---------- | ------------- | ------------- | ------------- | ------------- | ------------- |
| Frauen            |            |               |               |               |               |               |
| Sabina Ahirbayeva | Ball       | 14.200        | 16            | ausgeschieden | ausgeschieden | ausgeschieden |
| Sabina Ahirbayeva | Kegel      | 14.900        | 13            | ausgeschieden | ausgeschieden | ausgeschieden |
| Sabina Ahirbayeva | Reifen     | 15.450        | 11            | ausgeschieden | ausgeschieden | ausgeschieden |
| Sabina Ahirbayeva | Schleife   | 14.150        | 11            | ausgeschieden | ausgeschieden | ausgeschieden |

### Tanzen

#### Standard Tänze
| Athleten                             | 1. Runde | 1. Runde | 1. Runde      | 1. Runde     | 1. Runde  | Halbfinale | Halbfinale | Halbfinale    | Halbfinale   | Halbfinale | Finale        | Finale        | Finale        | Finale        | Finale        | Rang |
| Athleten                             | Walzer   | Tango    | Wiener Walzer | Slow Foxtrot | Quickstep | Walzer     | Tango      | Wiener Walzer | Slow Foxtrot | Quickstep  | Walzer        | Tango         | Wiener Walzer | Slow Foxtrot  | Quickstep     | Rang |
| ------------------------------------ | -------- | -------- | ------------- | ------------ | --------- | ---------- | ---------- | ------------- | ------------ | ---------- | ------------- | ------------- | ------------- | ------------- | ------------- | ---- |
| Paar                                 |          |          |               |              |           |            |            |               |              |            |               |               |               |               |               |      |
| Marina Laptiyevaa Vladlen Kravchenko | 8        | 8        | 6             | 8            | 9         | 8          | 9          | 8             | 9            | 9          | ausgeschieden | ausgeschieden | ausgeschieden | ausgeschieden | ausgeschieden | 8    |

### Trampolinturnen
| Athleten          | Wettbewerb | Qualifikation | Qualifikation | Finale        | Finale        | Rang          |
| Athleten          | Wettbewerb | Ergebnis      | Rang          | Ergebnis      | Rang          | Rang          |
| ----------------- | ---------- | ------------- | ------------- | ------------- | ------------- | ------------- |
| Männer            |            |               |               |               |               |               |
| Alexandr Romakhov | Tumbling   | 65.300        | 9             | ausgeschieden | ausgeschieden | ausgeschieden |